# Christian Albrecht Bluhme

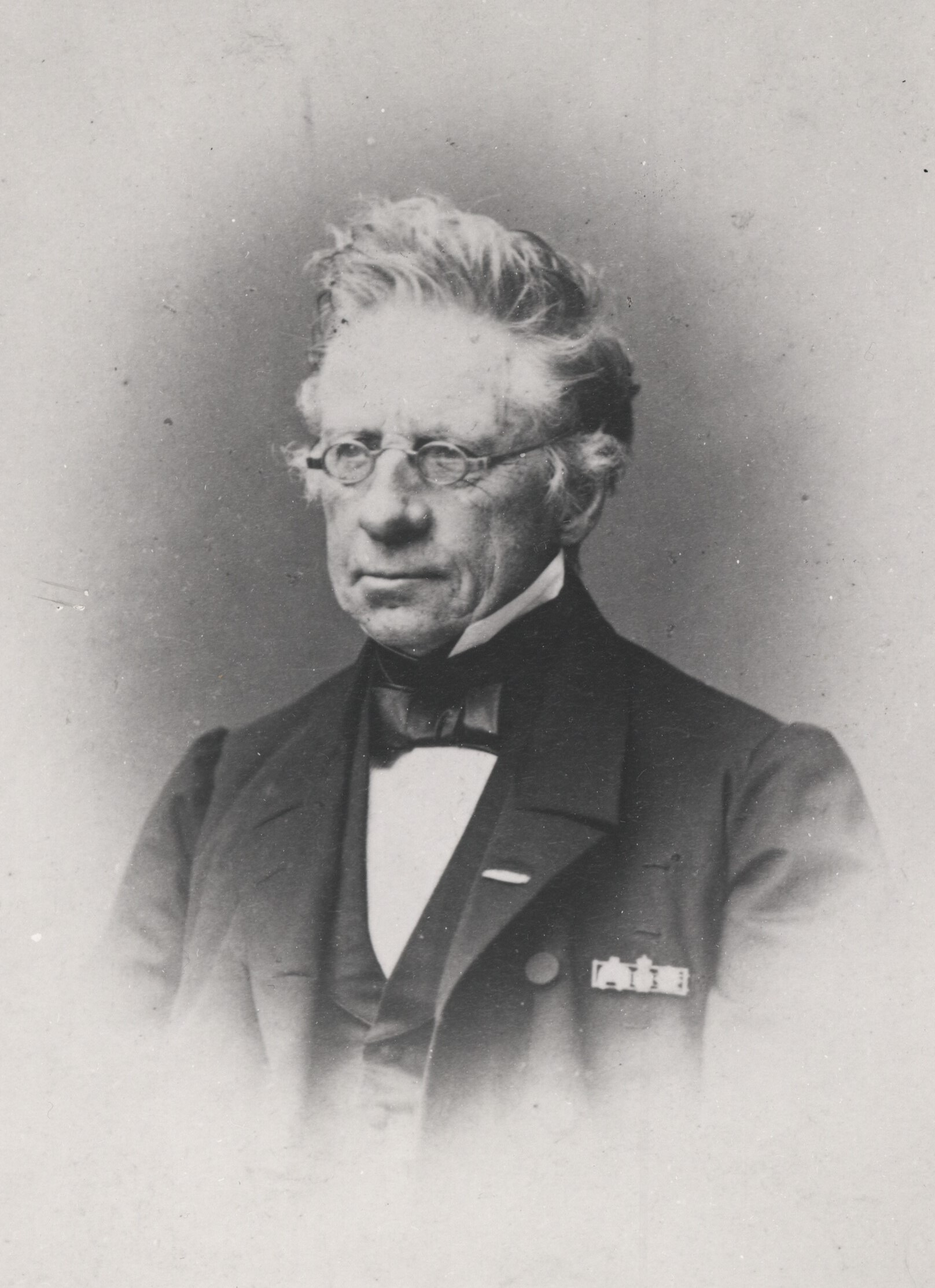
Christian Albrecht Bluhme

Christian Albrecht Bluhme (* 27. Dezember 1794 in Kopenhagen; † 10. Dezember 1866 ebenda) war ein dänischer Staatsmann. Er war zweimaliger Regierungschef Dänemarks, erstmalig vom 27. Januar 1852 bis zum 21. April 1853 als zweiter dänische Premierminister und abermals vom 11. Juli 1864 bis zum 6. November 1865 als der achte Ratspräsident Dänemarks und leitete als solcher die Kabinette Bluhme I und Bluhme II.

## Leben
Christian Albrecht Bluhme arbeitete nach beendeten Rechtsstudien beim Hofgericht in Kopenhagen und war 1824 in der Verwaltung der ostindischen Kolonien angestellt. Nach seiner Rückkehr 1831 wurde er Hardesvogt und 1843 Direktor der Generalzollkammer. Am 24. März 1848 übernahm er während der Märzrevolution das Handelsministerium, trat zwar am 15. November mit seinen Kollegen zurück, blieb aber in der Nähe des Königs, der seine Energie und geschäftliche Gewandtheit schätzen gelernt hatte.
Am 19. Mai 1851 wurde er aufs Neue in das Ministerium berufen, übernahm am 27. Januar 1852 die Präsidentschaft desselben und im April 1853 das Auswärtige im Ministerium Örsted. Es gelang ihm, die Frage der Elbherzogtümer durch den Londoner Vertrag von 1852 in einer für Dänemark günstigen Weise zur Entscheidung zu bringen.
Während des Krimkriegs erklärte er sich für unbedingte Neutralität Dänemarks und traf umfassende Verteidigungsmaßregeln zu deren Aufrechterhaltung. Da er dies ohne vorherige Befragung des Reichsrats getan hatte, wurde er nach seinem Rücktritt (Dezember 1854) nebst seiner Kollegen wegen eigenmächtiger Überschreitung des Finanzetats in den Anklagestand versetzt, vom Reichsgericht aber am 26. Juli 1856 freigesprochen.
1857 brachte er die Unterhandlungen über die Ablösung des Sundzolles zu einem für Dänemark günstigen Abschluss. Im dänischen Reichsrat war er ein Vorkämpfer der Gesamtstaatspartei, trat den Eiderdänen energisch entgegen und wurde daher 1864 nach dem unglücklichen Ausgang des Deutsch-Dänischen Kriegs und dem Rücktritt des Ministeriums Monrad noch einmal zur Leitung der auswärtigen Angelegenheiten und zur Präsidentschaft des Ministerrats berufen. Er schloss den Wiener Frieden ab und verteidigte ihn im Reichsrat. Da es ihm indes nicht gelang, sich in der Frage der Verfassungsrevision mit dem Reichsrat zu einigen, zog er sich im Oktober 1865 von aller öffentlichen Tätigkeit zurück. Er starb im Dezember 1866.

## Auszeichnungen
- 1840: Ritterkreuz des Dannebrogordens[1]
- 1843: Komtur des Dannebrogordens[1]
- 1845: Dannebrogsmændenes hæderstegn[1]
- 1847: Großkreuz des Dannebrogordens[1]
- 1857: Elefanten-Orden[1]

## Endnoten
1. 1 2 3 4 5  Helge Larsen, N. Neergaard: C.A. Bluhme. In: Svend Cedergreen Bech, Svend Dahl (Hrsg.): Dansk biografisk leksikon. Begründet von Carl Frederik Bricka, fortgesetzt von Povl Engelstoft. 3. Auflage. Band 2: Bering–Brüel. Gyldendal, Kopenhagen 1979, ISBN 87-01-77372-0 (dänisch, biografiskleksikon.lex.dk).

| Personendaten    | Personendaten              |
| ---------------- | -------------------------- |
| NAME             | Bluhme, Christian Albrecht |
| KURZBESCHREIBUNG | dänischer Staatsmann       |
| GEBURTSDATUM     | 27. Dezember 1794          |
| GEBURTSORT       | Kopenhagen                 |
| STERBEDATUM      | 10. Dezember 1866          |
| STERBEORT        | Kopenhagen                 |